# MCND
MCND (tiếng Hàn: 엠씨엔디; viết tắt của "Music Creates New Dream" (tiếng Việt: Âm nhạc tạo nên giấc mơ mới) là một nhóm nhạc nam Hàn Quốc được thành lập và quản lý bởi công ty TOP Media. Nhóm gồm 5 thành viên: Castle J, BIC, Minjae, Huijun và Win. Nhóm chính thức ra mắt vào ngày 27 tháng 2 năm 2020 với EP Into the Ice Age.

## Lịch sử

### Trước khi ra mắt
Công ty TOP MEDIA đã công bố dự án "TOP Bro Jr." vào cuối năm 2018 với dàn thực tập sinh của mình. Đến tháng 4/2019, 5 thành viên giấu mặt được tiết lộ sẽ debut. Và chính thức đến tháng 12/2019, TOP MEDIA xác nhận sẽ debut một nhóm nhạc nam gồm 5 thành viên: Castle J, BIC, Minjae, Huijun và Win với tên gọi MCND.
Castle J từng là diễn viên nhí. Win từng tham gia show "Under Nineteen" và Minjae, Huijun từng tham gia The Fan (2018-2019). Castle J, BIC, Minjae và Huiun đã tham gia cuộc thi nhảy "Feedback Competition Youth", "World of Dance Las Vegas" và lần lượt giành giải nhì và giải phổ biến.
Vào 2 tháng 1, MCND phát hành bài hát pre- debut 'TOP GANG', đĩa đơn được sáng tác bởi Castle J, và viết lời bởi các thành viên Castle J, Bic và Win. Nhóm đã biểu diễn trên Music Bank vào ngày 13 tháng 12 và Inkigayo vào ngày 15 tháng 12 (2019)

### 2020: Debut với Into the ICE AGE, sau đó comeback với các ca khúc Sping và Earth Age
MCND chính thức ra mắt vào ngày 27 tháng 2 với EP Into the ICE AGE và bài hát chủ đề 'ICE AGE'. Buổi debut showcase được tổ chức tại Yes24 Live Hall, Seoul vào ngày 26 tháng 2. MCND lần đầu tiên được đề cử No.1 tại M COUNTDOWN ngày 12 tháng 3.
Vào ngày 9 tháng 4, sau 1 tuần kết thúc quảng bá 'ICE AGE', nhóm có màn comeback đầu tiên với digital single '떠(Spring)'.
Vào ngày 20 tháng 8, nhóm đã comeback với 1st Mini Album "Earth Age" với bài hát chủ đề là 'nanana'.

### 2021 - Hiện tại: Màn trở lại hoành tráng với MCND Age
Vào ngày 8 tháng 1 năm 2021, nhóm vừa comeback với 2nd Mini Album "MCND Age" với bài hát chủ đề '우당탕(Crush)'.

## Thành viên
| Nghệ danh | Nghệ danh | Tên khai sinh | Tên khai sinh | Ngày sinh         |
| Latinh    | Hangul    | Latinh        | Hangul        | Ngày sinh         |
| --------- | --------- | ------------- | ------------- | ----------------- |
| Castle J  | 캐슬제이  | Son Seong-jun | 손성준        | 31 tháng 5, 1999  |
| BIC       | 빅        | Nam Seung-min | 남승민        | 25 tháng 4, 2001  |
| Minjae    | 민재      | Song Min-jae  | 송민재        | 23 tháng 8, 2003  |
| Huijun    | 휘준      | Noh Hwi-jun   | 노휘준        | 7 tháng 10, 2003  |
| Win       | 윈        | Bang Jun-hyuk | 방준혁        | 19 tháng 12, 2004 |

## Danh sách đĩa nhạc

### Mini Album
| Tiêu đề          | Chi tiết | Xếp hạng | Doanh số      |
| Tiêu đề          | Chi tiết | KOR      | Doanh số      |
| ---------------- | --- | -------- | ------------- |
| Into the ICE AGE | - Ngày phát hành: 27 tháng 02 năm 2020 - Hãng đĩa: TOP Media - Định dạng: CD, digital download, streaming Track listing 1. Into The Ice Age 2. Ice Age 3. Stereotypes 4. Hey You 5. Top Gang                                                                               | 8        | - KOR: 19,586 |
| EARTH AGE        | - Ngày phát hành: 20 tháng 08 năm 2020 - Hãng đĩa: TOP Media - Định dạng: CD, digital download, streaming Track listing 1. Intro: Earth Age (Intro: 푸른별) 2. Nanana 3. Breathe (숨쉬어) 4. Beautiful 5. Galaxy 6. Bumpin’ (쾅쾅쾅) 7. Outro; Kepler1649c (Outro; 외딴별) | 3        | - KOR: 29,665 |
| MCND Age         | - Ngày phát hành: 08 tháng 01 năm 2021 - Hãng đĩa: TOP Media - Định dạng: CD, digital download, streaming Track listing 1. Intro: MCND Age 2. Crush (우당탕) 3. Louder 4. Ko, Ok! 5. Player 6. Outro; ㅁㅊㄴㄷ 7. Not Over (아직 끝난 거 아이다)                           | TBA      | TBA           |

### Singles
| Năm  | Tiêu đề          | Xếp hạng | Sales | Album            |
| Năm  | Tiêu đề          | KOR      | Sales | Album            |
| ---- | ---------------- | -------- | ----- | ---------------- |
| 2020 | "TOP GANG"       | —        | —     | Into the Ice Age |
| 2020 | "ICE AGE"        | —        | —     | Into the Ice Age |
| 2020 | "떠(Spring)"     | —        | —     | Non-album single |
| 2020 | "nanana"         | —        | —     | Earth Age        |
| 2021 | "우당탕" (Crush) | TBA      | —     | MCND Age         |

## Videography

### Video âm nhạc
| Năm  | Tiêu đề       | Ngày phát hành | Album            |
| ---- | ------------- | -------------- | ---------------- |
| 2020 | TOP GANG      | 2 tháng 1      | Into the Ice Age |
| 2020 | ICE AGE       | 27 tháng 2     | Into the Ice Age |
| 2020 | 떠(Spring)    | 9 tháng 4      | Non-album single |
| 2020 | nanana        | 20 tháng 8     | Earth Age        |
| 2021 | 우당탕(Crush) | 8 tháng 1      | MCND Age         |

## Chương trình truyền  hình

### Chương trình trực tuyến
| Năm  | Tên                     | Phần | Kênh            | Ghi chú                                   | Nguồn |
| ---- | ----------------------- | ---- | --------------- | ----------------------------------------- | ----- |
| 2020 | [GEMCNDㅣHello, Summer] | —    | Youtube         | Chương trình thực tế dựa trên MCND, 5 tập | [ 4 ] |
| 2020 | MCND's Crazy School     | 1    | 1theK Originals | Chương trình thực tế dựa trên MCND, 4 tập | [ 5 ] |
| 2020 | MCND's Crazy School     | 2    | 1theK Originals | Chương trình thực tế dựa trên MCND, 5 tập | [ 5 ] |
| 2020 | MCND's Crazy School     | 3    | 1theK Originals | Chương trình thực tế dựa trên MCND, 4 tập | [ 5 ] |

## Giải thưởng và đề cử
| Giải thưởng                  | Năm  | Hạng mục                      | Đề cử | Kết quả   | Nguồn  |
| ---------------------------- | ---- | ----------------------------- | ----- | --------- | ------ |
| Asia Artist Awards           | 2020 | Male Singer Popularity Award  | MCND  | Đề cử     | [ 6 ]  |
| Golden Disc Awards           | 2021 | Rookie Artist of the Year     | MCND  | Đề cử     | [ 7 ]  |
| Korea First Brand Awards     | 2021 | New Male Artist Award         | MCND  | Đề cử     | [ 8 ]  |
| Melon Music Awards           | 2020 | New Artist of the Year - Male | MCND  | Đề cử     | [ 9 ]  |
| Mnet Asian Music Awards      | 2020 | Artist of the Year            | MCND  | Đề cử     | [ 10 ] |
| Mnet Asian Music Awards      | 2020 | Best New Male Artist          | MCND  | Đề cử     | [ 10 ] |
| Mnet Asian Music Awards      | 2020 | Worldwide Icon of the Year    | MCND  | Đề cử     | [ 10 ] |
| Soribada Best K-Music Awards | 2020 | New K-Wave New Artist Awards  | MCND  | Đoạt giải | [ 11 ] |